# Liebenau (Kreis Preußisch Eylau)
Liebenau war ein Ort im ostpreußischen Kreis Preußisch Eylau. Seine Ortsstelle liegt heute im Munizipalkreis Rajon Prawdinsk (Stadtkreis Friedland (Ostpreußen)) der russischen Oblast Kaliningrad (Gebiet Königsberg (Preußen)).

## Geographische Lage
Die Ortsstelle Liebenaus liegt im südlichen Westen der Oblast Kaliningrad, 19 Kilometer nordöstlich der früheren Kreisstadt Preußisch Eylau (russisch Bagrationowsk) bzw. 17 Kilometer nordwestlich der heutigen Rajonshauptstadt Prawdinsk (deutsch Friedland (Ostpreußen)).

## Geschichte
Der Gutsort mit Sägewerk Liebenau wurde vor 1646 gegründet. 1874 wurde der Gutsbezirk Liebenau in den neu errichteten Amtsbezirk Uderwangen (russisch Tschechowo) im Kreis Preußisch Eylau in Ostpreußen aufgenommen. Die Einwohnerzahl Liebenaus belief sich im Jahre 1910 auf 116.
Am 30. September 1928 büßte der Gutsbezirk Liebenau seine Eigenständigkeit ein, als er sich mit der Landgemeinde Frisching (russisch Prochladnoje) zur neuen Landgemeinde Frisching zusammenschloss.
Als Ortsteil von Frisching kam Liebenau 1945 in Kriegsfolge mit dem gesamten nördlichen Ostpreußen zur Sowjetunion. Hier tauchte der Name nicht mehr auf, auch nicht im Blick auf eine russische Namensgebung. Es ist zu vermuten, dass der Ort gar nicht mehr besiedelt oder vielleicht bald wieder verlassen wurde. Er gilt heute als untergegangen. Seine Ortsstelle befindet sich im Rajon Prawdinsk (Stadtkreis Friedland (Ostpreußen)) innerhalb der Oblast Kaliningrad (Gebiet Königsberg (Preußen)) der Russischen Föderation.

## Religion
Bis 1945 war Liebenau ein Kirchspielort der evangelischen Kirche Uderwangen (russisch Tschechowo) in der Kirchenprovinz Ostpreußen der Kirche der Altpreußischen Union.

## Verkehr
Die kaum noch erkennbare Ortsstelle Liebenaus ist über einen Landweg von Tschechowo (Uderwangen) an der Regionalstraße 27A-083 (ex A 196, frühere deutsche Reichsstraße 131) aus zu erreichen. Uderwangen war bis 1945 die nächste Bahnstation. Sie lag an der heute nicht mehr befahrenen Bahnstrecke Königsberg–Angerburg.